# Crepicardus filia
Crepicardus filia – gatunek chrząszcza z rodziny sprężykowatych i plemienia Crepidomenini.

## Występowanie
Gatunek jest endemitem Madagaskaru.

## Systematyka
Gatunek ten opisał w 1897 roku Karel Brančik w oparciu o pojedynczy okaz samca. Autor nadał gatunkowi nazwę Melantho filia, a jako miejsce typowe wskazał miasto Farafangana w południowo-wschodniej części Madagaskaru. Niektórzy autorzy sugerują, by uznać ten takson za synonim Crepicardus klugii.